# Comisión Nacional Forestal
La Comisión Nacional Forestal (CONAFOR) es una dependencia del Gobierno Federal Mexicano que entrega apoyos del Programa "PRONAFOR". Es un Organismo Público Descentralizado de la SEMARNAT.
Se fundó por decreto presidencial el 4 de abril de 2001. Su objetivo es apoyar, promover y desarrollar la conservación y la restauración de los bosques de México, así como participar en la silvicultura sostenible.

## Expo Forestal
Desde el año 2002 la Comisión Nacional Forestal organiza el evento más importante del sector forestal, la Expo Forestal. Es un espacio donde se reúnen productores, vendedores, organizaciones de la sociedad civil, universidades, y público general interesado en los bosques y selvas de México.
Este evento se realiza de manera bianual y su sede permanente son las instalaciones de Expo Guadalajara.

### Ediciones
- 2014

Realizada del 29 al 31 de octubre de 2014. Tuvo la presencia de 18 000 mil asistentes, 314 empresas expositoras. Se tuvo la presencia de 12 países (Estados Unidos, Colombia, Costa Rica, Francia, Guatemala, Venezuela, Canadá, Dinamarca, España, Italia, Pánama, Rusia).
- 2016

Del 12 al 14 de octubre de 2016 con la temática Biodiversidad + Tecnología + Productividad.